# Bay Laurel
Bay Laurel var ett svenskt depp-, goth- svartrockband från Karlstad. Bandet hann göra tre skivor och två EP innan det lades ner år 2001. Namnet är engelska för lager Laurus nobilis, en växt som växer vid medelhavsområdet.

## Historik
Bay Laurel bildades 1993 av Mattias Jonsson (bas), Anders 'Anton' Karlsson (sologitarr) och Petter Miller (gitarr). De repade i Mattias pojkrumskällare , med en 6x12" Fender gitarrförstärkare (bas+synth) + övriga förstärkare till gitarr. Efter att Rikard blivit tillfrågad av Mattias efter en Lokal spelning vid Holken på Mariebergs-skogen om Rikard ville testsjunga i och med att han hade den djupa rösten som var intressant , samt att de hade ett set med låtar som kunde bli mycket bättre med sång.
Bandet spelade in en demo, Into the mist, med en Alesis SR-16 trummaskin i september 1993 och fick erbjudanden om olika skivkontrakt, de valde Noxious records. Flera skivbolag var intresserade av bandet. Under lång tid så repades det i pojkrummet med en trummis då trummaskinen valdes bort men Patrik 'Krull', detta var ett 4-5 dagars i veckan repningstid under sommare som cyklades till replokal på Gruvlyckeskolan , samt efter det en egen Replokal på Gjuteriet - där nuvarande Nöjesfabriken ligger.
1995 släpptes debutalbumet Under a clouded sky med Johan Carlsson på keyboard (senare basist i Sparzanza) och Tobias Gustafsson (Vomitory) på trummor. All snare/virveltrumma var samplad rakt av från The sisters of mercy sången 'Alice. med Ofra haza. 
Efter en spelning på Arvikafestivalen 1995 lämnade Gustafsson gruppen. Kort efteråt gjorde Carlsson likadant. Ersättare blev Anders Nygren (trummor) och Dan Borg (keyboard). När gitarristen Peter Miller lämnade bandet tog Rikard Löfgren på sig både sång- och gitarrsysslan.
Det sistnämnda visade sig vara en tillfällig lösning.
I publiken på denna spelning fanns vänner och bekanta till Mattias Jonsson Bas intro från "Eddie Meduza" - "Fruntimmer" spelades med skratt från publiken Denna Arvika spelning var ett Stort Fiasko Alla var Fulla , Trummisen ramlade av stolen , etc etc- så det var inget starkt framförande Låtar spelades . Salongen var proppfull med folk - Minns Jag Själv - Det var väldigt kul iallafall
Days of joy spelades in 1996 och gavs ut året därpå. Skivan föregicks av singeln Lost in black love och fick bra recensioner. Tyvärr fortsatte problemen på medlemsfronten. Medlemmar hoppade av eller bytte instrumtent. Bland annat bytte Dan Borg keyboarden mot bass när Mattias Jonsson bestämde sej för att hoppa av. Rikard Löfgren kände sej inte bekväm med att både sjunga och spela gitarr samtidigt, så han lade ifrån sig gitarren när Stefan Gustavsson började i bandet. Denna studioinspelning av 'Days of joy' albumet finns som dokumentär på Youtube och facebook som är uppdelad i 10 delar, inspelad med videokamera av i stort sett samtliga medlemmar + gäster. 
Bay Laurel, som nu bestod av Rikard Löfgren (sång), Anders "Anton" Karlsson (gitarr), Stefan Gustavsson (gitarr), Dan Borg (bas), Per Tilkuu (keyboard) och Anders Nygren (trummor), spelade in EP:n Bitter intoxins 1997. EP:n innehöll covers av bland andra Depeche mode och David Bowie, två band som utan tvekan har påverkat Bay Laurels musik. Bandet gjorde även en video till Leonard Cohen-låten First we take Manhattan.
1997 spelade bandet in ett tredje album, ...and sandman came with a handfull of sleeping pills. Varken bandet eller skivbolaget blev nöjda med resultat. Båda tyckte att man kunde göra någonting bättre av materialet. Albumet gavs aldrig ut och är fortfarande outgivet.
Bandet drabbades på nytt av medlemsförändringar. Trummisen Andreas Nyrén och gitarristen Stefan Gustafsson sparkades. Per Tilkku slutade. Rikard Löfgren tog återigen på sig gitarren och Chris Montgomery blev ny trummis. Bandet spelade in Poison door, en cover av Sisters of Mercy, innan det var dags att spela in det som skulle bli bandets sista album. Where pain comes to die producerades av Ola Sonmark och Rikard Löfgren. Albumet släpptes 2000. Trots bra recensioner, så valde bandet att lägga ner verksamhet 2001.
I en intervju i VF, Värmlands Folkblad, kommenterade Rikard Löfgren avslutet så här : 
| ” | Vi ville göra lite annan musik, men det kändes som om vi var fast lite i ett fack med Bay Laurel. [...] Det är fortfarande väldigt vemodigt, det är väl något man dras med. Jag har alltid gillat sån typ av musik | „ |

Mellan 2016 och 2018 släppte skivbolaget Preachers Cath Records ut samtliga av bandets album och ep:en Bitter Intoxins på Spotify och iTunes i smått remastrade versioner.

## Efter Bay Laurel
De kvarvarande medlemmarna, Rikard Löfgren (sång), Anders "Anton" Karlsson (gitarr), Chris Montgomery (trummor) och Dan Borg (bas), bildade Violator i samma stund som Bay Laurel gick i graven. För VF berättade Löfgren att musiken gick mer åt synthållet, men att den hade kvar svärtan och vemodet från Bay Laurel. Gruppen döptes efter Depeche mode-skivan med samma namn. Planen var att skriva låtar och ge ut en skiva, men det finns inga uppgifter om ett sådant släpp på Internet.
Löfgren har senare gjort sig ett namn som producent åt bland annat Deathstars, Sparzanza och Hellfueled. Han har även skrivit låtar för Sonar Music, ett musikförlag som ägs av Da Buzz-medlemmarna Pier Schmid och Per Lidén.

## Medlemmar (sista sättningen)
- Rikard löfgren - sång (1993 - 2001) och gitarr
- Anders "Anton" Karlsson - gitarr (1993 - 2001)
- Dan Borg - keyboard (1995 - 1997) bass (1997 - 2001)
- Chris Montgomery - trummor (? - 2001)

### Tidigare medlemmar
- Petter Miller - gitarr (1993 - ?)
- Mattias Jonsson - bas (1993 - 1997)
- Tobias Gustafsson - trummor (1994 - 1995)
- Johan Carlsson - keyboard (1994 - 1995)
- Anders Nygren - trummor (1995 - ?)
- Stefan Gustafson - gitarr (1997 - ?)
- Per Tilkku - keyboard (1997 - ?)
- Therese Aitman (fd Finnström) - sång (1993)

## Diskografi

### Album
1. 1995 Under a Clouded Sky
2. 1996 Days of Joy
3. 1997 ...and sandman came with a handfull of sleeping pills unreleased
4. 2000 Where Pain Comes to Die

### EP
1. 1993 Into the Mist (demo)
2. 1996 Lost in Black Love
3. 1997 Bitter Intoxins

### Samlingar
1. 2001 Nemi: The soundtrack med låten "Pale Colours"